# Парк Садове
Парк Садове — парк-пам'ятка садово-паркового мистецтва місцевого значення. Об'єкт розташований на території Мелітопольського району Запорізької області, Новенська сільська рада.
Площа — 1 га, статус отриманий у 1984 році.